# Диггельман, Вальтер
Вальтер Диггельман (нем. Walter Diggelmann; род. 11 августа 1915 года в Цюрихе, Швейцария — ум. 5 марта 1999 года в Гунталингене, Швейцария) — швейцарский шоссейный и трековый велогонщик, выступавший с 1938 по 1953 год. Победитель этапа на Тур де Франс 1952.

## Достижения

### Шоссе
1938
1-й Джиро дель Мендризио
1939
5-й Тур Швейцарии
1940
2-й Чемпионат Цюриха
1941
1-й Чемпионат Цюриха
3-й Чемпионат Швейцарии / Гран-при Ле-Локля
7-й Тур Швейцарии
1942
2-й Чемпионат Цюриха
7-й Тур Швейцарии
1-й — Горная классификация
1943
2-й Тур Северо-Западной Швейцарии
3-й Чемпионат Цюриха
1945
3-й Тур Северо-Западной Швейцарии
1947
1-й — Этап 1b Тур Швейцарии
4-й Тур Романдии
1-й — Этапы 1a (КГ), 3a & 4b
1948
1-й — Этап 7a Тур Швейцарии
1952
1-й — Этап 3 Тур Швейцарии
1-й — Этап 9 Тур де Франс
1953
1-й Тур дю Лак Леман

### Трек
1-й Шесть дней Чикаго
1-й Шесть дней Нью-Йорка

## Статистика выступлений

### Гранд-туры
| Гранд-тур       | 1940 | 1952 |
| --------------- | ---- | ---- |
| Джиро д’Италия  | 11   | —    |
| Тур де Франс    | —    | 52   |
| Вуэльта Испании | —    | —    |

| — | Не участвовал |

1. ↑  Diggelmann // The Fine Art Archive
2. ↑  Архив изобразительного искусства — 2003.